# Lactona sesquiterpènica
Les lactones sesquiterpèniques són un tipus de compost químic terpenoide present en alguns tàxons de plantes. Són conegudes principalment en les Asteraceae (on són diverses i taxonòmicament útils) però també són presents en algunes famílies més com Apiaceae, Magnoliaceae i Lauraceae.
Algunes lactones sesquiterpèniques representatives són la partenina, la lactupicrina, la vernolepina i les mexicanines.